# King of Alcatraz
King of Alcatraz é um filme dos Estados Unidos de 1938, do gênero drama, dirigido por Robert Florey e estrelado por Gail Patrick.

## Elenco
- Gail Patrick ... Dale Borden
- Lloyd Nolan ... Raymond Grayson
- Harry Carey ... Captain Glennan
- J. Carrol Naish ... Steve Murkil
- Robert Preston ... Robert MacArthur
- Anthony Quinn ... Lou Gedney
- Dennis Morgan ... First Mate Rogers (como Richard Stanley)
- Richard Denning ... Harry Vay
- Konstantin Shayne ... Murok
- Eddie Marr ... Dave Carter
- Emory Parnell ... Olaf
- Paul Fix ... 'Nails' Miller
- Virginia Vale ... Dixie (como Dorothy Howe)
- Monte Blue
- John Hart ... 1º operador de rádio